# 이로한
이로한(2000년 6월 4일 ~ )은 WEBSTER B (웹스터 비)라는 예명과 Rohann (로한)이라는 예명으로 알려진 대한민국의 래퍼이다.
《고등래퍼 2》에 참가하여 준우승하였다.
원래 이름은 배연서였지만, 가정사 때문에 고등래퍼 2가 끝나는 시점부터 이로한으로 이름을 개명하였다. 2022년 즈음, KIFF CLAN에서 탈퇴했고, 소속사는 넉살과 딥플로우 등이 소속된 비스메이저 컴퍼니에 소속되어 있다.

## 학력
- 동명중학교 (졸업)
- 강릉제일고등학교 (중퇴)

## 음반 목록
- 2018년 7월 19일 - 층간소음
- 2018년 7월 21일 - 북 Remix

## 수상 내역
| 연도   | 수상 내역                  |
| ------ | -------------------------- |
| 2018년 | Mnet 《고등래퍼 2》 준우승 |

## 방송 출연
- 고등래퍼 2
- Show Me The Money 9 : 4차 예선 탈락